# Джузеппе Камунколі
Джузеппе Камунколі (англ. Giuseppe Camuncoli, 2 березня 1975) — італійський художник коміксів, відомий за свою роботу у коміксах Marvel, а саме над серіями The Amazing Spider-Man та The Superior Spider-Man, а також комікс-серією DC/Vertigo: Hellblazer.